# Egészséges erotika
Az Egészséges erotika Tímár Péter 1985-ben, fekete-fehérben forgatott, 1986-ban bemutatott bohózata. A film egy vidéki ládagyárban (a filmben: „ladagyár”) játszódik a Kádár-korszak végén, ahol a ládagyár vezetője és az üzemi tűzoltó ipari kamerát helyez el a női öltözőben. Az irodában elhelyezett tévén kísérik figyelemmel az öltözőt és ehhez vendégeket is hívnak. Ezzel kívánnak vevőket szerezni az eladhatatlanul tornyosuló ládáikra. A film jeleneteit a MAFILM fóti telepén vették fel, itt építették fel a "díszlet"-üzemet.

## Cselekmény
A vidéki „ladagyárban” (TSZ-melléküzemág) fásult munkásnők gyártják az eladhatatlan gyümölcsösládákat, amelyek egyre csak halmozódnak az üzem udvarán. A gyár vezetője, az egy szem férfi dolgozó (Falkay) legfőbb napi tevékenysége, hogy tekintélye romjait próbálja megőrizni a női alkalmazottai előtt. 
Akkor kezd megváltozni az élet, amikor új üzemi tűzoltó érkezik, a simlis Bozodi. Együtt sütik ki a rejtett ipari videókamera felszerelésének ötletét. A kamerákat egyrészt az üzem falán lógó dekoráció (az egykori papír húszforintos hátoldalán szereplő férfiakt) mögé  , másrészt a női öltözőben rejtik el. Erről még a minden lében kanál, vérbő titkárnő, Ibike sem tudhat, ez a férfiak titkos összeesküvése lesz. 
Jó ötletnek tűnik, hogy az üzletfeleket is bevonják ebbe a szórakozásba és valóban: fellendül a láda-kereskedelem (pl. Piros Palkót, a paprikabárót sikerül rávenni 1000 láda megvásárlására). Sorra érkeznek az üzletkötők és kamionszámra hordják el a ládákat az üzemből. 
Az augusztus 20-i ünnepségre (ami akkor Szent István ünnepe mellett az 1949-es alkotmány ünnepe is volt) az üzemet dekoráló munkásnők rájönnek a férfiak összeesküvésére (véletlenül leverik a képet, és megtalálják a kamerát). Augusztus 20-án az üzem igazgatója és a tűzoltótiszt mellett megjelenik az elnök és a megyei parancsnok. 
A munkásnők (élükön Hajdúnéval) foglyul ejtik az üzem igazgatóját és tűzoltóját, és az elnöktől várnak magyarázatot, miért került a öltözőbe és az üzembe kamera. Az üzem vezetésének kezéből kicsúszik az irányítás, a munkásnők elhatározzák, hogy sztrájkba kezdenek. 
Az elnök (mivel nem akar nagy incidenst, mert akkor kirúghatják) , csak a megyei tűzoltóparancsnokot, vonja be a megoldásba , aki jó barátja. Kiötlik, hogy hátul tüzet gyújtanak, és talán akkor a sztrájkolók elmenekülnek. Ez a terv azonban balul sül el, mivel az üzem területén szinte minden fából készült, a tűz fokozatosan terjedni kezd. Leginkább azért, mert a simlis Bozodi tűzoltópalackokba töltve lopkodta a benzint, és ezek használatával oltás helyett még inkább föllángol a tűzvész. 
A tüzet gyújtó csoport elmenekül, az üzemben egyedül maradt Hajdúné azonnal hívja a tűzoltókat, akik már semmit nem tudnak tenni, mert mire kiérnek, az üzem teljesen leég. A két fogolynak (Bozodi és Falkay) csodával határos módon sikerül megmenekülnie.

## Szereplők
- Rajhona Ádám – Falkay Gábor, az üzem igazgatója
- Koltai Róbert – Bozodi János, üzemi tűzoltó
- Haumann Péter – elnök
- Kristóf Katalin – Ibike, a titkárnő
- Németh Judit – Hajdúné
- Mikó István – párttitkár
- Sótonyi József – Doki
- Hunyadkürty György – tűzoltóparancsnok[1]
- Marton Katalin – Novákné
- Hollósi Frigyes – Ipari tv-szerelő
- Derzsi János – Ipari tv-szerelő
- K. Nagy László – Sándor, vállalkozó
- Gőz István – Agyi bácsi
- Kari Györgyi – egyetemista lány
- Kóródy Ildikó - harmonikás

## Díjak

### Magyar Filmkritikusok Díja (1987)
- díj: rendezői díj

### Magyar Játékfilmszemle(1986)
- díj: operatőri díj
- díj: rendezői díj

## Érdekességek
- A film egyes jeleneteit visszafelé játszották el a színészek, vagyis a jelenetben hátrafelé lépdeltek stb. A kész filmben ezeket a jeleneteket fordítva vágták be, ezzel újra időben helyesen látjuk a történéseket. A fordított felvételi eljárás miatt ezek a jelenetek a korai némafilmek szereplőinek kissé szaggatott mozgását idézik fel.[2]
- A szereplők nyelvezete furcsa, kifacsart, mivel az író egy kifejezetten erre a filmre formált, szlengszerű szöveget írt. Ez a korabeli hivatalos nyelvezetnek a kortársak által jól ismert szövegpaneljeire épül, de a szándékos torzítások (hivatalos szórövidítések – pl. elvtárs helyett elvt –, illetve ezek mintájára a normálisan nem rövidítve használt szavak rövidítése, mondatok befejezetlensége, az igék, igekötők, névelők, állítmányok stb. gyakori elhagyása) révén humorosan hat, és az akkori államigazgatási gépezet fontoskodó, de valójában üres nyelvezetét teszi nevetségessé. Ezt a hatást erősítik a bőségesen alkalmazott kétértelmű szójátékok is.[2]
- A film forgatásáról egy 16 mm-es kézikamerával felvett amatőr werkfilm készült, amely Tímár Péter narrációjával felkerült a DVD-kiadás extrái közé.
- A filmben visszatérő momentum, hogy Falkay az öltöző/vetkőző munkásnők után leskelődve a televízió előtt egy kefires poharat ráz.[2]
- Az üzem tűzoltója, Bozodi idővel több tűzoltó készüléket helyezett el az üzemben, azonban a készülékekben tűzoltó anyag (hab, por stb.) helyett lopott benzin volt. (Az állami munkahelyekről való dolgozói lopás szintén a korra jellemző volt.) Amikor az elnök és a megyei parancsnok tüzet gyújtottak, azokkal a tűzoltó készülékekkel akarták eloltani az egyre terjedő lángokat, ami csak tetézte a bajt.
- A filmben a láda helyett mindig a lada szó hangzik el.
- A film egyik kimaradt jelenetében Bozodi (Koltai Róbert) Hajdúné (Németh Judit) biciklijét nézi a nő jelenlétében az udvaron, majd lehajol a küllőkhöz, és a nadrágja a nő szeme láttára szétreped. Ezt a jelenetet Tímár Péter két évvel később a Moziklip című filmjében a Boldog dal klipjében használta fel.

## Televíziós megjelenés
m1, m2, m3, m5, Duna TV, Duna World, Pécs TV, TV2, Filmmúzeum, Szegedi VTV, Gyula TV, Csaba TV, Humor 1, PRO4 / Mozi+, FEM3, ATV Spirit, Magyar Mozi TV, Moziklub